# Riverdogs
Riverdogs ist eine US-amerikanische Hard-Rock-Band, die von dem auch als Solist auftretenden Rob Lamothe seit 1988 geleitet wird.

## Geschichte
Rob Lamothe sang im vorpubertären Alter in einem Reisechor und nahm mit ihm auch Platten auf. Er begann erst im Alter von 16 Jahren Gitarre zu spielen und eigene Lieder für den Privatgebrauch zu komponieren. Als er 18 war erzählte seine Freundin dem späteren Ratt-Gitarristen Robbin Crosby davon, der ihn überredete, in seiner Band Aircraft einzusteigen. So kam Lamothe Mitte der 1980er Jahre zu seiner ersten Erfahrung als Bestandteil einer Musikgruppe, die jedoch nach Erstellung eines Demos und Unterzeichnung eines Plattenvertrages im Streit zerfiel. Angewidert von den Egotrips seiner Mitmusiker zog er nach Orange County. Im nahen Los Angeles gab es eine Rockband namens Riverdogs, deren Schlagzeuger ihn 1988 überzeugte, es noch einmal im Musikgeschäft zu versuchen. Jener Schlagzeuger hatte zuvor ebenfalls bei Aircraft mitgewirkt. Lamothe brachte auch gleich seinen Mitbewohner, den Gitarristen Nick Brophy, mit, allerdings musste er von der Gitarre zum Bass wechseln. Prominente Namen tauchen im Zusammenhang mit der Demoproduktion im selben Jahr auf: Im Heimstudio von Steve Vai übernahm Whitesnake-Gitarrist Vivian Campbell die Produktion. Campbell besuchte immer häufiger die Riverdogs in ihrem Proberaum und bald begannen alle miteinander zu jammen. Schließlich fragte der bei Whitesnake unzufriedene Campbell im Januar 1989 an, ob er fest einsteigen könne. Campbell kümmerte sich daraufhin um einen professionellen Produzenten, um aus dem vorhandenen Songmaterial ein Album zu machen. Der erwählte Michael Frondelli war als Tontechniker und/oder Mixer an Klassikern beteiligt wie The Song Remains the Same von Led Zeppelin, Big World von Joe Jackson oder Rebel Yell von Billy Idol, daneben vollumfänglicher Produzent von z. B. Henry Lee Summer und The Fountainhead und brachte darüber hinaus Erfahrungen mit den Glam-Metal-Bands Poison und Britny Fox mit, die dem Riverdogs-Stil noch am nächsten standen. Frondellis Autorität fiel der Riverdogs-Schlagzeuger zum Opfer, weil er seinen Ansprüchen nicht genügte. Auf die Schnelle wurde der Eddie-Money- und Rick-Springfield-Schlagzeuger Mike Baird (auch Tour-Schlagzeuger bei Billy Idol und Journey) für die Aufnahmen engagiert, der wegen des nicht bekannten Namens des Vorgängers als Teil der ersten sinnstiftenden Besetzung angesehen werden kann. Eine dauerhafte Angelegenheit wurde nicht daraus, weil der Altersunterschied als zu groß empfunden wurde. Im April 1990 stand der Baird-Nachfolger in Person von Marc Danzeisen, einem Schüler der Jazz-Legende Gene Krupa und Gründer der BulletBoys, fest. Bevor das Album von der Band für den Pressvorgang freigegeben wurde, ließ man es noch einmal von Jeff Glixman, der mit stilistisch härteren Bands wie Gary Moore und Saxon zu tun hatte, bearbeiten. Anfang Juni konnte es in den Verkauf gehen. Mit Toy Soldier hatten die Riverdogs dann einen kleinen Erfolgstitel im Rennen um die Hörergunst (# 26 der US-Mainstream-Rock-Charts). Lamothe und Campbell nutzten die aktuelle Popularität und spielten in New York Akustik-Sets. Die komplette Band bestand aus Rob Lamothe (Gesang, akustische Gitarre, Keyboard), Nick Brophy (Bass, Backing Vocals), Vivian Campbell (elektrische Gitarre, vor Whitesnake in der Band von Dio) und Marc Danzeisen (Schlagzeug, später in Diensten von Gilby Clarke).
Anfang 1991 verabschiedete sich Campbell. Die fehlende personelle Kontinuität wegen Schlagzeugerwechsel, Produzentenwechsel, Labelbetreuerwechsel sowie Veränderungen auf höchster Firmen-Entscheidungsebene und die damit einhergehende Unruhe erinnerten ihn zu sehr an die Fluktuation, die bei Whitesnake geherrscht hatte. Außerdem hatte er aufgrund seiner bisherigen Engagements in Top-Bands einen mit laufenden Kosten verbundenen hohen Lebensstandard. Er ging schweren Herzens und in Freundschaft. Später im Jahr, zusammenfallend mit der Ablehnung des neu geschriebenen Materials seitens Epic, ging auch Danzeisen. Der Manager rang über ein Jahr lang mit den Labelbossen um eine Freigabe für seine blockierten Schützlinge. Im Januar 1992 ließ Epic die Band endlich offiziell fallen. Während die Riverdogs also auf den Anfang zurückgeworfen waren, fand Vivian Campbell im Frühjahr 1992 bei der etablierten englischen Band Def Leppard eine unzweifelhaft einträgliche Anstellung. An Lamothe wurde in dieser Situation herangetreten, den vakanten Sängerposten bei Badlands zu übernehmen. Er entschied sich jedoch dafür, die Riverdogs am Leben zu erhalten. Um trotz Vertragslosigkeit im Gespräch zu bleiben, wurde ein Showcase vor knapp 50 Freunden, Fans und Medienpartnern abgehalten, das für eine geplante Veröffentlichung mitgeschnitten wurde. Im März 1993 erschien Absolutely Live mit vier Titeln des Debüts plus einer Coverversion von The House of the Rising Sun plus sieben neuen Stücke beim jungen deutschen Label Dream Circle Records. Die Bandphilosophie stimmte mit der des Labelgründers überein: Beide betrachteten das Anhängen an Trends (wie dem Grunge) als Selbstverrat und Geschäftemacherei. Die Besetzung auf diesem Album bildeten Rob Lamothe (Gesang, Gitarre), Nick Brophy (jetzt wieder an der E-Gitarre), Cary Beare (Bass) und Ronnie Ciargo (Schlagzeug). Lamothe und – statt Campbell – Brophy gaben diesmal in Deutschland im kleinen Rahmen Akustik-Darbietungen. Damit und mit anderen Promotion-Veranstaltungen sollte ausgelotet werden, ob sich eine Tournee lohnen würde. Letztlich vertraute man auf die Ermunterungen der Musikjournalisten und deren positive Rezensionen. Die erste Europatournee wurde als „Groundwork-Tour“ verstanden, weil das Publikumsinteresse bescheiden war, aber die Anwesenden dafür umso begeisterter. Das zweite Studioalbum Bone lag im September 1993 vor. Musikalisch bietet es neue Klangnuancen, denn neu sind Backgroundchor, Keyboards, Mundharmonika und Harfe, Letztere von Lamothes Sohn Josh gespielt. Höhepunkte bildeten die beiden Auftritte beim Wacken Open Air 1993 und 1994.
Eine 1994 aufgenommene Solo-CD von Rob Lamothe namens Gravity, auf der er in Singer-Songwriter-Manier seine Stimme in den Vordergrund gestellt hatte, wurde einstweilen zurückgestellt. 1995 sang Lamothe für Greg Chaisson, der nach der Auflösung von Badlands ein Soloalbum anging, einen Titel ein. Mit dem Umzug von Lamothe 1996 nach Hamilton, Ontario, in Kanada setzte sich die geografische Verteilung der Musiker fort (zunächst waren nur Los Angeles und Nashville die auseinander liegenden Heimatstandorte), was die Bandarbeit erschwerte und folglich die Produktivität bremste. Er fand in seiner neuen Umgebung schnell Anschluss an die dortige Musikszene und vernachlässigte das Riverdogs-Projekt weiter. Die verspätete Veröffentlichung seines Solodebüts eröffnete ihm in dieser Phase die Möglichkeit, in Deutschland und in den Niederlanden zu touren. Es folgten Jahre der Zusammenarbeit mit verschiedenen kanadischen Künstlern. 2001 gesellte sich sogar Vivian Campbell zu ihm, zu hören auf der EP Brave Enough. Im März 2004, in Vorplanung zu einer Reunion mit Vivian Campbell, Nick Brophy und Marc Danzeisen für Live-Auftritte im August 2004, erschien Riverdogs + On Air, eine Wiederveröffentlichung der beiden LPs aus dem Jahr 1990 (die zweite war inoffiziell gewesen) im Doppel-CD-Verbund. Das zur selben Zeit geschriebene neue Material wurde nur langsam ausgearbeitet und um weitere Stücke ergänzt, sodass erst 2011 das neue Album World Gone Mad fertiggestellt werden konnte.
Seitdem er in Kanada ansässig wurde, ist Rob Lamothe als Solist mit mehr oder weniger Begleitpersonal unterwegs. Sein zweiter Sohn Zander fungiert dabei oft als Schlagzeuger. Eine Besonderheit im Schaffen Lamothes stellt die Coverversion des Black-Sabbath-Klassikers Paranoid dar, der von ihm leise, langsam und soulig interpretiert wird. Er ist auf der CD Above the Wing is Heaven (2003) zu finden. 2011 sang der in Musikerkreisen beliebte Wahlkanadier den Bonustrack von Brian Robertsons zweiter Solo-CD Diamonds and Dirt ein.

## Stil
Nach Einschätzung der Internetlexika bzw. -magazine Allmusic, Spirit of Metal, Rockdetector/Music Might und Hard Rock Haven, außerdem der als Buch erschienenen Rock Hard Enzyklopädie wie auch den Musikjournalisten Strednansky, Klemm und Richter vom Metal Hammer (Henning Richter verfasste auch eine Rezension für den Musikexpress) sowie Magin vom Break Out spielen die Riverdogs Rock bis Hard Rock. Manchmal wird noch der Hinweis hinzugesetzt, er sei im klassisch-melodischen Sinne gehalten oder die amerikanische Prägung unverkennbar.
Heavy Metal verwendet nur Allmusic als Zweitkategorie. Als größter Richtungsausschlag wird der Blues angesehen. Zusätzlich sieht die Rock Hard Enzyklopädie noch Folk-Anteile. Für Martin Popoff, Autor der Collector’s-Guide-Buchreihe, ist die Kombination lieblicher Möchtegern-Blues-Metal.
Am häufigsten wird eine Ähnlichkeit zu John Mellencamp und Bad Company festgestellt. Ferner werden angeführt: Tyketto und Hardline, The Smithereens, Crowded House und Badlands, Whitesnake, Bryan Adams, Bob Seger und Free. Der eigene Wunsch war es – zumindest in den Anfangstagen – zwischen Crowded House und Badlands angesiedelt zu sein.

## Diskografie
- 1990: Riverdogs (Epic)
- 1990: On Air (Live Radio-Auftritt, CBS)
- 1993: Absolutely Live (Showcase-Auftritt, Dream Circle Records)
- 1993: Bone (Dream Circle Records)
- 2004: Riverdogs + On Air (Wiederveröffentlichung der beiden frühen Alben als Doppel-CD, Bad Reputation)
- 2011: World Gone Mad (Melodic Rock Records)
- 2015: Riverdogs (Wiederveröffentlichung der Doppel-CD von 2004 auf nur einer CD, Rock Candy)
- 2017: California (Frontiers Records)